# SMS Friedrich Carl (1902)
SMS Friedrich Carl – niemiecki krążownik pancerny (klasyfikowany jako wielki krążownik – niem. Großer Kreuzer) z początku XX wieku, jedna z dwóch zbudowanych jednostek typu Prinz Adalbert. Okręt miał wyporność pełną 9875 ton i osiągał prędkość ponad 20 węzłów, główne uzbrojenie stanowiły cztery działa kalibru 21 cm umieszczone w dwóch wieżach i 10 dział kalibru 15 cm.
Krążownik został zwodowany 21 czerwca 1902 roku w stoczni Blohm & Voss w Hamburgu, a 12 grudnia 1903 roku wcielono go do służby w Kaiserliche Marine. Jego patronem był książę Prus Fryderyk Karol. Jednostka służyła w Heimatflotte i w Hochseeflotte, biorąc udział w I wojnie światowej. Okręt zatonął 17 listopada 1914 roku w pobliżu Kłajpedy po wejściu na minę.

## Projekt i budowa
Objęcie tronu Cesarstwa Niemieckiego przez Wilhelma II w 1888 roku spowodowało początek rozbudowy floty wojennej, niezbędnej do zdobycia i utrzymania zamorskich posiadłości. Opierając się na założeniach francuskiej doktryny Jeune École, Minister Marynarki, admirał (niem. Admiral) Friedrich von Hollmann przekonał cesarza Wilhelma II o konieczności budowy silnie uzbrojonych i mających duży zasięg krążowników kolonialnych. Doprowadziło to do powstania dużych krążowników pancernopokładowych (klasyfikowanych ówcześnie jako krążowniki II klasy) typu Victoria Louise, które jednak nie były zbyt udane, głównie ze względu na zawodne urządzenia napędowe i problemy ze statecznością. W latach 1893–1895 stworzono projekt następcy – pierwszego niemieckiego krążownika pancernego „Fürst Bismarck” – który ze względu na silne uzbrojenie i dużą wyporność był właściwie jednostką o charakterystyce pośredniej między krążownikami pancernymi a pancernikami (podobnie jak rosyjskie pancerniki typu Pierieswiet). Koszty powstania tego okrętu, niewiele niższe od ceny pancernika, spowodowały zarzucenie koncepcji budowy jednostek o podobnej charakterystyce, w rezultacie czego „Fürst Bismarck” pozostał okrętem unikatowym. Według zmienionej doktryny kolejne krążowniki pancerne miały być jednostkami przeznaczonymi do działań rozpoznawczych na rzecz floty liniowej, zdolnymi także do walki z uszkodzonymi pancernikami przeciwnika. W takiej koncepcji powstał kolejny niemiecki krążownik pancerny – „Prinz Heinrich”, który miał mniejszą wyporność, uzbrojenie główne zredukowane do dwóch dział kalibru 24 cm i zmniejszoną grubość opancerzenia, otrzymując w zamian siłownię o większej mocy, co zaowocowało wzrostem prędkości maksymalnej. Gdy 26 marca 1898 roku Reichstag uchwalił ustawę morską, przeforsowaną przez nowego Ministra Marynarki, ówczesnego kontradmirała (niem. Konteradmiral) Alfreda Tirpitza, znalazł się w niej zapis o budowie do 1 kwietnia 1904 roku dodatkowych sześciu krążowników pancernych.
Projekt nowych jednostek powstał w latach 1899–1900 w biurze konstrukcyjnym Urzędu Marynarki Rzeszy, będąc rozwinięciem poprzedniej konstrukcji, czyli krążownika „Prinz Heinrich”. Pod naciskiem Generalnego Inspektora Marynarki Wojennej, admirała Hansa von Koestera zmniejszono kaliber dział artylerii głównej do 21 cm dla zwiększenia szybkostrzelności, powiększając też ich liczbę do czterech (dzięki temu masa salwy burtowej wzrosła z 1500 kg do 3040 kg, wliczając artylerię kalibru 15 cm). Zwiększeniu uległa również moc siłowni, jednak nie spowodowało to wzrostu prędkości, która wynosiła 20 węzłów; zgodnie z zasadą upodobniania sylwetek budowanych w tym samym czasie pancerników i krążowników pancernych jednostki otrzymały po trzy kominy, tak jak pancerniki typu Wittelsbach.
Zamówiony w 1900 roku krążownik zbudowany został w stoczni Blohm & Voss w Hamburgu (pod numerem stoczniowym 155). Miał być następcą planowanego do wycofania z linii krążownika pancernego SMS „König Wilhelm” – (niem. „Ersatz König Wilhelm”). Stępkę krążownika położono w sierpniu 1901 roku, a ceremonia wodowania odbyła się 21 czerwca 1902 roku; jego matką chrzestną została księżniczka Louise Sophie, żona obecnego również na uroczystości księcia Fryderyka Leopolda. Nazwę otrzymał na cześć księcia Prus Fryderyka Karola, który był m.in. generałem kawalerii i feldmarszałkiem, interesującym się także sprawami morskimi. Koszt budowy okrętu wyniósł 15 mln 665 tys. marek.

## Dane techniczne

### Charakterystyka ogólna

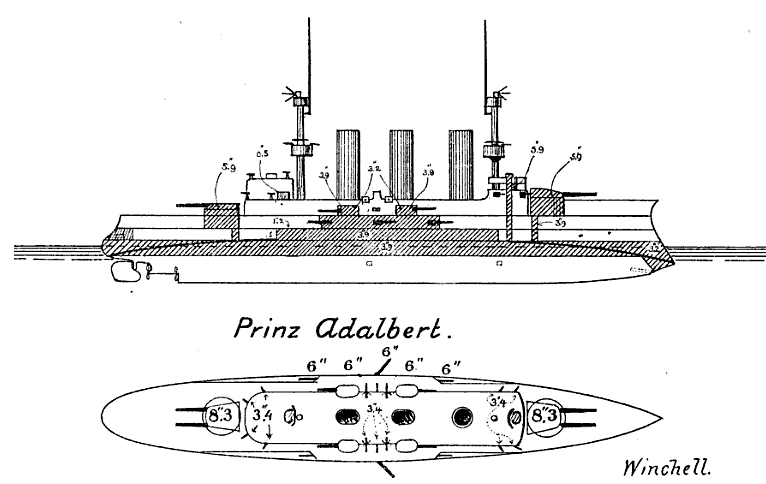
Plany krążowników pancernych typu Prinz Adalbert

Okręt był krążownikiem pancernym o sylwetce podobnej do poprzedników („Fürst Bismarck” i „Prinz Heinrich”), z podniesionym pokładem dziobowym ciągnącym się aż do rufowej wieży artylerii głównego kalibru, trzema dużymi kominami i dwoma cylindrycznymi masztami. Kadłub o poprzeczno-wzdłużnym układzie wiązań podzielony był za pomocą 13 grodzi na 14 przedziałów wodoszczelnych, dno podwójne obejmowało 60% jego długości. Okręt miał stewę dziobową w kształcie łabędziej szyi, zaokrągloną rufę, prosty kil i dwie stępki boczne.
Długość całkowita krążownika wynosiła 126,5 metra (124,9 metra na wodnicy), szerokość 19,6 metra i zanurzenie od 7,8 do 7,9 metra. Wyporność normalna (konstrukcyjna) wynosiła 9087 ton, a pełna 9875 ton (9719 długich ton).
Załoga jednostki składała się z 35 oficerów i 551 podoficerów i marynarzy. W przypadku pełnienia funkcji okrętu flagowego liczebność załogi zwiększała się o 53 osoby, z czego dziewięć stanowili oficerowie.

### Urządzenia napędowe i pomocnicze
Okręt był napędzany przez umieszczone w trzech oddzielnych maszynowniach trzy trzycylindrowe pionowe maszyny parowe potrójnego rozprężania, które poruszały poprzez wały napędowe trzy śruby napędowe (dwie zewnętrzne o średnicy 4,8 metra i środkową o średnicy 4,5 metra). Para o ciśnieniu roboczym od 13,5 do 14,25 at dostarczana była przez 14 kotłów wodnorurkowych Dürr o łącznej powierzchni grzewczej 4600 m², wyposażonych łącznie w 42 paleniska, zainstalowanych w trzech kotłowniach. Kotły były opalane węglem, którego normalny zapas wynosił 750, a maksymalny 1630 ton.
Nominalna moc siłowni wynosiła 17 000 KM przy 118 obr./min, co pozwalało na osiągnięcie prędkości maksymalnej 20 węzłów. Zasięg przy normalnym zapasie węgla wynosił 5080 mil morskich przy prędkości 12 węzłów. Zużycie węgla przy maksymalnej mocy wynosiło 19 ton na godzinę. Na rufie znajdował się pojedynczy ster.
Energia elektryczna (prąd stały o napięciu 110 V) wytwarzana była przez cztery generatory o łącznej mocy 246 kW.

### Uzbrojenie
Główne uzbrojenie krążownika składało się z czterech dział kalibru 21 cm SK C/04 L/40 w dwóch, zamontowanych w umieszczonych w osi okrętu wieżach – po jednej na pokładzie dziobowym i rufie . Masa działa wynosiła 20,02 tony, a jego długość całkowita 8,4 metra; długość samej lufy wynosiła 7,8 metra. Działa wykorzystywały pociski przeciwpancerne o masie 140 kg wystrzeliwane za pomocą ładunków miotających o masie 42 kg. Kąt podniesienia lufy wynosił od -5 do +30°, maksymalna donośność wystrzeliwanego z prędkością wylotową 790 m/s pocisku wynosiła 16 300 metrów. Kąt ostrzału obracanych elektrycznie wież wynosił 270°. Zapas amunicji wynosił 340 sztuk (85 pocisków na działo).
Artyleria średniego kalibru składała się z 10 pojedynczych dział kalibru 15 cm SK C/97 L/40 (faktyczny kaliber działa wynosił 149,1 mm) . Wszystkie działa umieszczono na śródokręciu: cztery zainstalowano w wieżach, a pozostałe sześć w kazamatach. Długość całkowita działa wynosiła 5,96 metra, długość lufy 5,54 metra, a jej masa 4460 kg. Działa wykorzystywały amunicję rozdzielnego ładowania, masa pocisku wynosiła od 45 do 51 kg. Maksymalna donośność wystrzeliwanego z prędkością wylotową od 725 do 800 m/s pocisku wynosiła 13 700 metrów. Szybkostrzelność wynosiła od czterech do pięciu strzałów na minutę. Kąt ostrzału dział umieszczonych w wieżach wynosił około 150°, a tych w kazamatach 135°. Łączny zapas amunicji wynosił 1500 sztuk, czyli 150 pocisków na działo.
Artylerię do zwalczania torpedowców stanowiło 12 pojedynczych dział kalibru 8,8 cm SK C/01 L/35 . Długość całkowita działa wynosiła 3,08 metra, długość lufy 2,8 metra, a masa lufy z zamkiem 850 kg. Strzelały one pociskami o masie 9,8 kg z prędkością wylotową 650 m/s. Szybkostrzelność wynosiła do 15 strzałów na minutę, łączny zapas amunicji 1800 sztuk (150 pocisków na działo). Prócz tego na pokładzie znalazły się cztery pojedyncze szybkostrzelne działka kalibru 3,7 cm.
Broń torpedową stanowiły cztery pojedyncze podwodne wyrzutnie kalibru 450 mm: po jednej na dziobie i rufie oraz dwie na śródokręciu z każdej burty (na wysokości dziobowej wieży artylerii głównej), z łącznym zapasem 11 torped. Torpedy typu C/03 miały długość 5,15 metra, masę 662 kg (w tym głowica bojowa 176 kg trotylu), a ich zasięg wynosił 1500 metrów przy prędkości 31 węzłów i 3000 metrów przy prędkości 26 węzłów .

### Opancerzenie
Podstawowym elementem pancerza był wykonany ze stali Kruppa pas burtowy o grubości maksymalnej 100 mm na wodnicy śródokręcia, zmniejszającej się w stronę dziobu i rufy do 80 mm, położony na warstwie drewna tekowego o grubości 50 mm. Pokład pancerny miał grubość od 40 do 80 mm w części dziobowej i rufowej, a jego skosy od 50 do 80 mm.
Wieże artylerii głównej były chronione pancerzem pionowym o grubości 150 mm, a od góry 30 mm. Wieże artylerii średniej, cytadela i kazamaty miały grubość 100 mm, a maski dział kalibru 8,8 cm miały grubość 80 mm. Dziobowa wieża dowodzenia chroniona była od czoła płytami o grubości 150 mm (z dachem o grubości 30 mm), a rufowa miała pancerz o grubości 20 mm. Niezatapialność jednostek starano się powiększyć poprzez wypełnienie przestrzeni między poszczególnymi pomieszczeniami i elementami konstrukcyjnymi korkiem.

## Służba

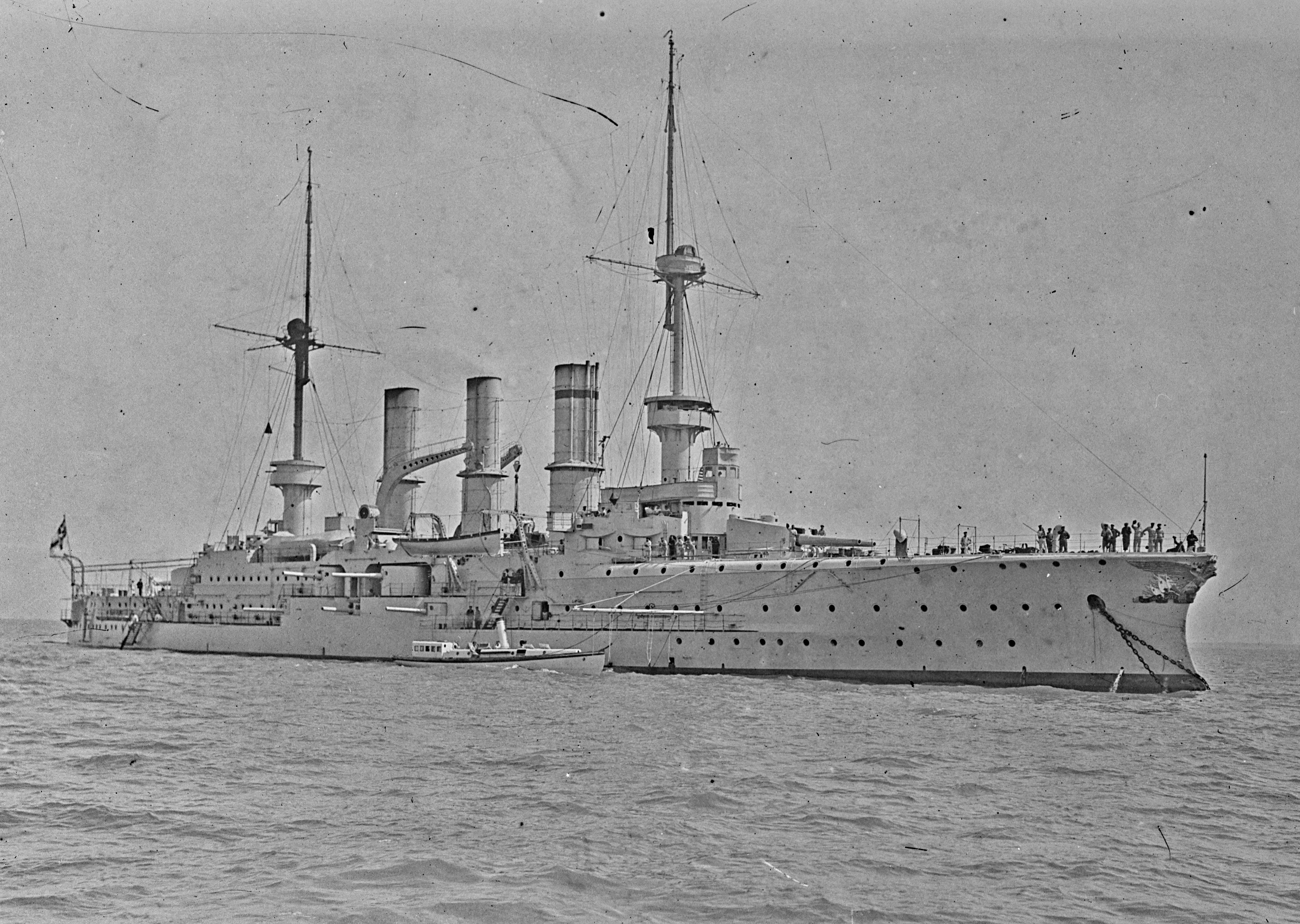
„Friedrich Carl” w morzu w 1904 roku

SMS „Friedrich Carl” został wcielony do służby w Kaiserliche Marine 12 grudnia 1903 roku. Pierwszym dowódcą okrętu został mianowany komandor (niem. Kapitän zur See) Merten. Na przełomie 1903 i 1904 roku przeprowadzono próby morskie, podczas których krążownik osiągnął prędkość 20,5 węzła przy przeciążeniu maszyn do 18 541 KM (przy 115 obr./min). Cykl prób został przerwany z powodu rozpoczętego 12 marca w Bremerhaven rejsu na Morze Śródziemne, podczas którego „Friedrich Carl” towarzyszył parowcowi Norddeutscher Lloyd „König Albert” z cesarzem Wilhelmem II na pokładzie. Obie jednostki najpierw zawinęły do Vigo, gdzie nastąpiło spotkanie z królem hiszpańskim Alfonsem XIII, a następnie do Gibraltaru, wizytowane przez brytyjskiego dowódcę Floty Kanału, wiceadmirała Charlesa Beresforda. 24 marca niemiecki zespół dotarł do Neapolu, gdzie na pokładzie „Friedricha Carla” wizytę złożył król Włoch Wiktor Emanuel III, a Wilhelm II opuścił „Königa Alberta” i przeszedł na cesarski jacht SMY „Hohenzollern”. Następnie „Friedrich Carl”, „Hohenzollern” i awizo „Sleipner” kontynuowały rejs odwiedzając jeszcze kilka śródziemnomorskich portów, po czym krążownik udał się do Wenecji, gdzie od 26 kwietnia do 7 maja przeszedł remont. 17 maja „Friedrich Carl” powrócił do Kilonii, wchodząc w skład Grupy Rozpoznawczej Floty (zastępując krążownik „Victoria Louise”). W trakcie letniego rejsu szkolnego przeprowadzonego od czerwca do połowy sierpnia krążownik wraz z innymi okrętami Grupy Rozpoznawczej i 2. Dywizjonu Bojowego odwiedził kilka holenderskich, brytyjskich i norweskich portów (w jego trakcie, między 27 a 29 lipca zaholował do Stavanger uszkodzony podczas zderzenia z pancernikiem obrony wybrzeża „Odin” niszczyciel S 98). Pod koniec sierpnia jednostka wzięła udział w manewrach niemieckiej floty, przeprowadzonych na Morzu Północnym i Bałtyku, a także zakończyła przerwane rejsem na Morze Śródziemne próby morskie. We wrześniu nastąpiła zmiana dowódcy okrętu: po protestach marynarzy komandor Merten został zastąpiony przez komandora porucznika (niem. Fregattenkapitän) Hugona von Cotzhausena. 3 grudnia 1904 roku „Friedrich Carl” został okrętem flagowym dowódcy Sił Rozpoznawczych niemieckiej floty, kontradmirała Gustava Schmidta, w miejsce „Prinza Heinricha”.
Na początku 1905 roku podczas rejsu szkolnego na wodach północnej części Wielkiego Bełtu krążownik doznał niewielkich uszkodzeń po zderzeniu z podwodnym wrakiem. 23 marca „Friedrich Carl” ponownie udał się jako eskorta cesarza Wilhelma II w rejs na Morze Śródziemne, który tym razem płynął na należącym do HAPAGu parowcu „Hamburg”. Podczas postoju w Lizbonie na pokładzie krążownika gościł portugalski król Karol I, a następnie obie jednostki udały się do Maroka w celu poparcia dążenia ludności marokańskiej do niepodległości. 31 marca „Friedrich Carl” i „Hamburg” przybyły do Tangeru, gdzie Wilhelm II wygłosił przemówienie, które zaogniło stosunki dyplomatyczne z Wielką Brytanią i Francją (kryzys tangerski). 1 kwietnia obie jednostki dotarły do Gibraltaru, gdzie krążownik podczas manewru cumowania zderzył się z brytyjskim pancernikiem HMS „Prince George”, uszkadzając mu poważnie część rufową. Następnie „Friedrich Carl” i „Hamburg” zawinęły do Mahón, a 5 kwietnia osiągnęły Neapol, gdzie tak jak uprzednio Wilhelm II przeszedł na cesarski jacht „Hohenzollern”, a na krążowniku dokonano koniecznych napraw. 11 maja „Friedrich Carl” wyruszył w rejs powrotny, docierając po 15 dniach do Kilonii (na czas nieobecności krążownika okrętem flagowym dowódcy Sił Rozpoznawczych został ponownie „Prinz Heinrich”). W dniach 10–26 sierpnia okręt był remontowany, po czym udał się wraz z flotą w letni rejs na wodach Morza Północnego i Bałtyku z zawinięciem do portów szwedzkich, doznając lekkich uszkodzeń po wejściu na mieliznę.
Rok 1906 krążownik rozpoczął w lutym, odbywając rejs szkolny na wody Danii. Na przełomie marca i kwietnia „Friedrich Carl” przestał być jednostką flagową dowódcy Sił Rozpoznawczych, będąc zastąpiony w tej roli przez nowszy krążownik SMS „Yorck”, zostając na krótki czas okrętem flagowym 2. admirała Sił Rozpoznawczych, komandora porucznika Raimunda Winklera (i w tej roli zastąpiony przez SMS „Roon”). We wrześniu dowództwo okrętu objął komandor porucznik Franz von Hipper. 31 października krążownik ponownie został okrętem flagowym nowego 2. admirała Sił Rozpoznawczych, komandora Eugena Kalau vom Hofe. W trakcie manewrów morskich przeprowadzonych na Morzu Północnym i Bałtyckim między 11 września a 28 października 1907 roku, „Friedrich Carl” pełnił funkcję tymczasowego okrętu flagowego Sił Rozpoznawczych w miejsce przebudowywanego „Yorcka”. Na początku 1908 roku krążownik odbył rejs szkolny na wody Atlantyku, po czym 5 marca udał się do stoczni w Wilhelmshaven na remont i modernizację, która objęła m.in. przystosowanie części kotłów do opalania paliwem płynnym (od tej pory okręt zabierał dodatkowo 200 ton oleju napędowego) i demontaż działek kalibru 37 mm.
1 marca 1909 roku „Friedrich Carl” pod komendą nowego dowódcy, komandora Friedricha Schultza ponownie został wcielony do służby w charakterze okrętu do prób torpedowych, zastępując w tej roli krążownik pancernopokładowy SMS „Vineta”. 30 marca krążownik został okrętem flagowym Zespołu Okrętów Szkolnych i Doświadczalnych (niem. Verband der Schul- und Versuchsschiffe) dowodzonym przez wiceadmirała Hugona Zeye. „Friedrich Carl” w charakterze okrętu szkolnego najpierw uczestniczył w ćwiczeniach nieopodal Rugii, biorąc następnie udział na przełomie sierpnia i września w manewrach Floty Rezerwowej. We wrześniu nowym dowódcą krążownika został mianowany komandor Ernst Ritter von Mann Edler von Tiechler. W latach 1910 i 1911 „Friedrich Carl” nadal pełnił funkcję okrętu szkolnego, w tym ostatnim roku biorąc udział m.in. po raz pierwszy w ćwiczeniach z flotyllą okrętów podwodnych oraz ostrych strzelaniach torpedowych przeprowadzonych na wodach norweskich (wraz z krążownikiem lekkim SMS „Augsburg”). We wrześniu 1911 roku nastąpiła kolejna zmiana dowódcy jednostki: Ernst Ritter von Mann Edler von Tiechler został zastąpiony przez komandora porucznika Andreasa Michelsena. Na początku 1912 roku „Friedrich Carl” wraz z innymi okrętami został wykorzystany w roli lodołamacza, w celu uwolnienia uwięzionych w pokrywie lodowej na zachodnim Bałtyku statków handlowych. Wiosną tego roku krążownik uczestniczył w ćwiczeniach z taktycznym wykorzystaniem sztucznej mgły i dymu, a jesienią wziął udział w manewrach 2. Grupy Rozpoznawczej. W roku 1913 okręt dwukrotnie brał udział w ćwiczeniach Zespołu Okrętów Szkolnych i Doświadczalnych, zorganizowanych również wiosną 1914 roku. 6 kwietnia okręt wychodząc ze Świnoujścia wszedł na mieliznę, jednak nie doznał uszkodzeń. Latem tego roku podczas Tygodnia Kilońskiego krążownik był okrętem flagowym admirała Tirpitza i na jego pokładzie wydano uroczyste śniadanie dla dowódcy brytyjskiej eskadry i brytyjskiego ambasadora, podczas którego nadeszła wieść o zamachu na następcę tronu Austro-Węgier, Franciszka Ferdynanda. Następnie okręt trafił na remont do stoczni w Kilonii, a 31 lipca został wycofany ze służby z powodu niedoboru marynarzy w niemieckiej flocie.

### I wojna światowa
28 sierpnia 1914 roku „Friedrich Carl” został przywrócony do służby, zostając okrętem flagowym kontradmirała Roberta Mischke, dowódcy Dywizjonu Obrony Wybrzeża Morza Bałtyckiego w miejsce uszkodzonego 11 sierpnia krążownika SMS „Freya”. Dowódcą okrętu został komandor Max Schlicht. W końcu września okręty Dywizjonu Obrony Wybrzeża osłaniały stawianie defensywnej zagrody minowej pod Langeland. W październiku krążownik otrzymał nowego dowódcę, którym został komandor porucznik Max Loesch. W połowie października „Friedrich Carl” został przydzielony jako okręt flagowy do Flotylli Bałtyckiej, dowodzonej przez kontradmirała Ehlera Behringa. 24 października krążowniki „Friedrich Carl” (z dwoma wodnosamolotami na pokładzie), „Augsburg”, „Hansa”, „Hertha”, „Lübeck”, „Thetis” i „Vineta” oraz trzy okręty podwodne w eskorcie niszczycieli wyszły w kierunku Zatoki Fińskiej w celu uniemożliwienia wyjścia na otwarty Bałtyk okrętom rosyjskim i brytyjskim, jednak zespół nie napotkał wrogich jednostek i powrócił 31 października do Gdańska.
Wkrótce po przeprowadzonym remoncie, wieczorem 16 listopada „Friedrich Carl” i „Amazone” w eskorcie niszczycieli wyszły z Nowego Portu w Gdańsku w celu przeprowadzenia ostrzału Libawy. 17 listopada o godzinie 1:46 w odległości 33 Mm na zachód od Kłajpedy krążownik pancerny wszedł na minę, będącą częścią zagrody postawionej w dniach 1 i 5 listopada przez rosyjskie niszczyciele „Gienierał Kondratienko”, „Ochotnik”, „Pogranicznik” i „Sibirskij striełok”. O 1:57 z lewej burty części rufowej okrętu wybuchła druga mina i krążownik zaczął powoli tonąć. Przybyły na miejsce około godziny 6:20 krążownik „Augsburg” podjął niemal całą załogę „Friedricha Carla” (uratowanych zostało 591 osób; ośmiu marynarzy zginęło w przedziale rufowej wyrzutni torped), po czym o 7:15 okręt przewrócił się do góry stępką i zatonął.

## Wrak
Leży na głębokości 82 metrów w odległości 40 Mm od Kłajpedy. Zachowany jest w dobrym stanie, choć opleciony sieciami rybackimi.